# Tourgousoun
Le Tourgousoun  (russe : Тургусун) est une rivière du Kazakhstan, qui coule dans l'oblys du Kazakhstan-Oriental. C'est l'affluent le plus abondant de la Boukhtarma dans laquelle il se jette en rive droite. C'est donc un sous-affluent de l'Ob par la Boukhtarma puis l'Irtych.

## Géographie
Sa longueur est de plus ou moins 70 kilomètres. Son bassin versant couvre 1 300 km2.
Le Tourgousoun est une rivière très abondante. Elle est issue des glaciers et des champs de neige du versant méridional des hautes montagnes de l'Altaï occidental, région particulièrement bien disposée face aux masses d'air humide venues de l'ouest. Le Tourgousoun coule de manière générale en direction du sud. Il se jette en rive droite dans la Boukhtarma, en territoire kazakh, peu avant que cette dernière ne débouche dans le réservoir de Boukhtarma.

## Hydrométrie - Les débits mensuels à Koutikha
Le débit du Tourgousoun a été observé pendant 39 ans (période 1949-1987) à Koutikha, station hydrométrique située à 13 kilomètres en amont de son point de confluence avec la Boukhtarma, et à une altitude de 487 mètres. 
Le débit inter annuel moyen ou module observé à Koutikha sur cette période était de 45,3 m3/s pour une surface drainée de quelque 1 200 km2, soit plus de 90 % du bassin versant total de la rivière qui en compte 1 300.
La lame d'eau écoulée dans le bassin versant atteint ainsi le chiffre de 1 192 millimètres par an, ce qui doit être considéré comme extrêmement élevé, surtout dans le contexte du bassin de l'Irtych caractérisé en moyenne par un écoulement faible. 
Comme presque partout au Kazakhstan, le Tourgousoun présente des fluctuations saisonnières de débit élevées. Les hautes eaux se déroulent au printemps, en mai et en juin. Dès le mois de juillet, le débit diminue fortement et cette baisse se poursuit quelque peu en août. Le débit se stabilise dès lors jusqu'à la fin de l'automne, sous l'effet des précipitations de saison sous forme de pluie. En novembre une nouvelle baisse de débit se produit, ce qui mène aux basses eaux d'hiver qui ont lieu de décembre à mars, avec un débit mensuel moyen baissant jusqu'au niveau de 5,14 m3 au mois de février (minimum d'étiage). 
Le débit moyen mensuel observé en février constitue à peine plus de 3 % du débit moyen du mois de mai (158 m3/s), ce qui souligne l'amplitude très importante des variations saisonnières. Ces écarts peuvent être plus élevés encore selon les années. Sur la durée d'observation de 39 ans, le débit mensuel minimal a été de 0,84 m3/s (en février 1969), tandis que le débit mensuel maximal s'élevait à 277 m3/s en mai 1969 et 269 m3/s en juin 1954.
En ce qui concerne la période libre de glaces (de mai à octobre inclus), le débit mensuel minimum observé a été de 5,76 m3/s en septembre 1951.